# 萨特里克
萨特里克（Satrikh），是印度北方邦Barabanki县的一个城镇。总人口10129（2001年）。

## 人口
该地2001年总人口10129人，其中男性5309人，女性4820人；0—6岁人口2217人，其中男942人，女1275人；识字率37.57%，其中男性为44.47%，女性为29.96%。